# Teletherapie (Telemedizin)
Teletherapie ist seit etwa dem Jahr 2000 die Therapieart, bei der mittels Bildtelefon (mithilfe von Videokamera, Mikrofon, PC und Datenfernübertragung) statt in einer persönlichen Begegnung Arzt/Patient eine Therapie durchgeführt wird. Nicht zuletzt wegen der reduzierten Ansteckungsgefahr im Zuge der Covid-19-Pandemie haben sich solche Therapieformen etabliert.
Teletherapie in diesem Sinne ist eine Kombination aus fernübertragenen Angesicht-zu-Angesicht-Sitzungen mit einem Anteil von supervidierten Sitzungen. Der Begriff setzt sich zusammen aus den Wörtern Telematik und Therapie.

## Allgemeines
Teletherapie ist ein Anwendungsgebiet der Telemedizin. Mit der Teletherapie wird die Erbringung von Therapieleistung mittels sogenannter neuer Medien verstanden, ohne dabei auf die direkte Mitarbeit der Therapiefachkraft zu verzichten.
Teletherapie gibt es offline und online (z. B. Videobehandlung). Aufgrund des Ausbruchs von SARS-CoV-2 (Corona) wurden im März 2020 Empfehlungen für den Heilmittelbereich ausgegeben, um das Ansteckungsrisiko bei Arztsprechstunden zu verringern. Demnach sind grundsätzlich Videosprechstunden möglich in den Bereichen:
Stimm-, Sprech- und Sprachtherapie, Schlucktherapie (ausschließlich bei Störungen des oralen Schluckakts), Ergotherapie, Physiotherapie (in drei vorgegebenen Positionsnummern) und der Ernährungstherapie.
Diese Verfahrensregelung gilt zunächst für alle Behandlungen, die bis einschließlich 30. Juni 2020 durchgeführt werden; sie stellt kein Präjudiz für die Zeit danach dar. Psychotherapeutische Videositzungen und Telefonsprechstunden wurden separat geregelt.
Kernelement der Teletherapie ist die fachliche und persönliche Beratung. Der Therapeut steuert als zentraler Ansprechpartner den Behandlungsverlauf und vermittelt die Therapieübungen an den Patienten. Die Behandlung mittels Teletherapie ist keine Software zur Eigentherapie durch den Patienten selbst, der Patient kann nur in dem vom Therapeuten vorgegebenen Rahmen trainieren, wobei jedoch Software zur Kommunikation und Unterstützung eingesetzt werden kann.
Die Leistungen sollten auf diversen Endgeräten erbracht werden können, hierbei sollten jedoch immer die Vorgaben zur Barrierefreiheit erfüllen sein (z. B. barrierefreie Gestaltung von Schaltflächen, Buttons und Menüs, Navigationen, Audio-, Multimedia- und Videodateien sowie Funktionen, Schrift und Sprache).
Teletherapie erfolgt in Deutschland ausschließlich durch einen zugelassenen Leistungserbringer aus den Heilberufen. Das Übungsprogramm und die Ergebnisse werden mittels Telematik übertragen. Somit ist eine räumliche Trennung von Therapeut und Patient möglich. Sie dient auch der Intensivierung einer bereits etablierten Therapie bzw. der Ergänzung von Sprechstunden mit persönlichem Erscheinen.
Mit der Teletherapie kann in der Neurologie, Orthopädie und Kardiologie für den Patienten eine schnellere Hilfe erreicht werden. Ziel ist es, dem Patienten eine schnellere Reintegration ins Berufs- und Privatleben zu ermöglichen.
Die asynchrone Teletherapie (Therapeut kommuniziert nicht direkt mit dem Patienten, sondern nur zeitnah) spart dem Therapeuten Zeit. Er kann dem Patienten zum Beispiel Rehabilitationsmaßnahmen verordnen, ohne selbst anwesend zu sein. So kann er mehr Patienten betreuen und sich Problemfällen intensiver widmen.
Der neu zugelassenen Teletherapie ging eine kontroverse Debatte voraus, in welcher der Einfluss des Gesetzgebers sowie die Auswirkungen auf die Medizinprodukteindustrie diskutiert wurden. Das deutsche Gesundheitswesen ist durch Kostenanstieg gekennzeichnet, die Teletherapie könnte kostensenkend wirken.

## Behandlungsbereiche
- Ergotherapie
- Logopädie
- Neuropsychologie
- Physiotherapie

## Voraussetzungen für Teletherapie
- Die Teletherapie darf keine Softwarelösung sein, die den Patienten sich selber überlässt
- Leistungen der Teletherapie dürfen nur nach Vorgabe eines zugelassenen Leistungserbringers aus den Heilberufen durchgeführt werden
- Der Therapeut muss die Kontrolle der Therapie behalten, damit er zu jeder Zeit während der Therapie an den „richtigen Rädern“ drehen kann
- Die Teletherapie muss eine individuelle Therapie jedes einzelnen Patienten zulassen
- Die Übungsausführung durch den Patienten darf weder orts-, noch zeitgebunden sein
- Die Durchführung der Übungen an einem modernen Medium muss für Patienten leicht und verständlich sein
- Verwendete Medien sollten keine gesonderten Kenntnisse zur Anwendung voraussetzen[5]

## Vorteile der Teletherapie
- Bringt Therapie in das persönliche Umfeld des Patienten
- Steigerung der Trainingsfrequenz
- Zeitliche Unabhängigkeit der Trainingsphasen vom Terminplan des Therapeuten, durch asynchrone Supervision
- Sicherung erarbeiteter Reha-Erfolge
- Möglichkeit der Integration der häuslichen Übungen in den Alltag
- Begleitung durch den vertrauten Therapeuten beim Wiedereintritt in die Alltagsrealität
- Kostengünstige Auslagerung von Routineanteilen in der Therapie
- Unterstützung bei Fachkräftemangel
- Möglichkeiten des weiteren Monitorings bei Risikopatienten
- Möglichkeiten des Case-Managements auch über Kostenträgerzuständigkeiten hinweg
- „Rehabilitation der Person“[6]

## Regelversorgung
Das erste zugelassene Behandlungsverfahren in der Regelversorgung ist seit dem 8. Juli 2013 die EvoCare-Teletherapie. Diese wurde von Achim Hein bereits im Jahr 2002 zum Patent angemeldet, er gilt als Erfinder der Teletherapie, einem Therapiesystem sowie Therapieverfahren. Derzeit wird das zugelassene Versorgungsverfahren in der Nachsorge der Deutschen Rentenversicherung Bayern Süd angewendet.
Diese Zulassung wurde nach Veröffentlichung der DRV eigenen Studie, zur Untersuchung der Wirksamkeit, ausgestellt. Der Kostenträger der Deutschen Rentenversicherung Rheinland hat diese Teletherapie-Form für ihre Versicherten in der Aggertalklinik übernommen. Die Wirtschaftlichkeit wurde in einer Machbarkeitsstudie der Aggertalklinik, Rehabilitationsklinik für orthopädische Erkrankungen der DRV Rheinland, evaluiert. Bezüglich Wirtschaftlichkeit kommt die Studie zu folgendem Ergebnis: „Kosten und Erlöse wurden in eine Deckungsbeitragsrechnung überführt. [...] Beide weisen ein positives Gesamtergebnis für die Klinik auf.“ 2017 wurde das Behandlungsverfahren EvoCare mit einer teletherapeutischen Anwendungen als TeleNachsorge nach einer ganztägigen Reha-Maßnahme bundesweit für Versicherte der Deutschen Rentenversicherung als unimodales Behandlungsangebot in der Indikation Orthopädie möglich. Das neue digitale Therapieangebot gibt Versicherten, mit Befunden am Haltungs- und Bewegungsapparat, die Möglichkeit gymnastische Übungen (zu Muskelaufbau, Ausdauer, Kraft, Beweglichkeit und Koordination) mit einer individuellen Betreuung aus einer Reha-Klinik auch zuhause fortzuführen. Für eine multimodale Tele-Nachsorge (in Anlehnung an IRENA) oder in anderen Indikationen kann ein modellhafter Einsatz von EvoCare in von der Deutschen Rentenversicherung zugelassenen Reha-Einrichtungen erfolgen, diese sind Krankheiten des Herz-Kreislaufsystems, neurologische Krankheiten, Stoffwechselkrankheiten sowie bei psychischen und psychosomatischen Störungen.

## Rechtliche Rahmenbedingungen
Für die Teletherapie existieren zugelassene Abrechnungsstrukturen, die von Datenschützern unterschiedlicher Institutionen erfolgreich geprüft wurden.